# Nico Baracchi
Nico Baracchi (* 19. April 1957 in Celerina; † 24. März 2015) war ein Schweizer Skeleton- und Bobpilot.
Nico Baracchi wurde zusammen mit Marcel Melcher, als ehemalige Cresta-Run-Fahrer und nach nur einem Tag Training, 1981 in das Schweizer Skeleton-Nationalteam berufen. Bei den Weltmeisterschaften 1982 in St. Moritz erreichte er den zweiten Platz hinter Gert Elsässer. 1983 folgten die Europameisterschaften in Igls, bei denen er Dritter hinter Alain Wicki und Elsasser wurde. 1984 in Winterberg, 1985 in Sarajevo und 1986 in St. Moritz gewann er jeweils den Europameistertitel.
Anschließend wechselte er, wie auch andere spätere Bobfahrer, als Pilot in den Bobschlitten. Hier war sein bestes Jahr 1989, als er im Viererbob mit den Anschiebern Christian Reich, der später selbst ein Weltklassebobpilot werden sollte, Donat Acklin und René Mangold als Bremser hinter dem von Gustav Weder gesteuerten Schlitten und vor Wolfgang Hoppe bei den Weltmeisterschaften in Cortina d’Ampezzo Silber gewann. Im Gesamtweltcup der Zweierbobs und im kombinierten Weltcup der Zweier- und Viererbobs der Saison 1988/89 wurde er Dritter.
Zur Saison 1991/1992 wechselte er wieder zum Skeleton, konnte aber nicht mehr an die alten Erfolge anknüpfen. Bei den Weltmeisterschaften 1992 in Lake Placid wurde er nur Elfter, 1995 in Calgary nur noch 15. und 1997 in Lake Placid gar nur noch 21. Im Weltcup war der 12. Platz das beste Ergebnis.